# فيناي غوبتا
فيناي غوبتا (بالإنجليزية: Vinay Gupta)‏ هو أكاديمي هندي، ولد في 31 مارس 1972 في راجستان في الهند.